# صادق موهارامي
صادق مُحرّمي (1 مارس 1996 بهشتبر في إيران -) هو لاعب كرة قدم إيراني في مركز الوسط. شارك مع منتخب إيران تحت 17 سنة لكرة القدم ومنتخب إيران تحت 20 سنة لكرة القدم. أما مع النوادي، فقد لعب مع نادي ملوان.

## وصلات خارجية
- صادق موهارامي على موقع الاتحاد الأوربي (الإنجليزية)
- صادق موهارامي على موقع قاعدة بيانات كرة القدم.إي يو (الإنجليزية)
- صادق موهارامي على موقع ناشيونال فوتبول تيمز (الإنجليزية)
- صادق موهارامي على موقع Soccerway.com (الإنجليزية)
- صادق موهارامي على موقع عالم كرة القدم.نت (الإنجليزية)